# Hélica
La Hélica è una microvettura costruita dall'ingegnere francese Marcel Leyat in una trentina di esemplari tra il 1913 ed il 1926, caratterizzata dalla propulsione ad elica e dall'assenza di trasmissione alle ruote.

## I primi prototipi

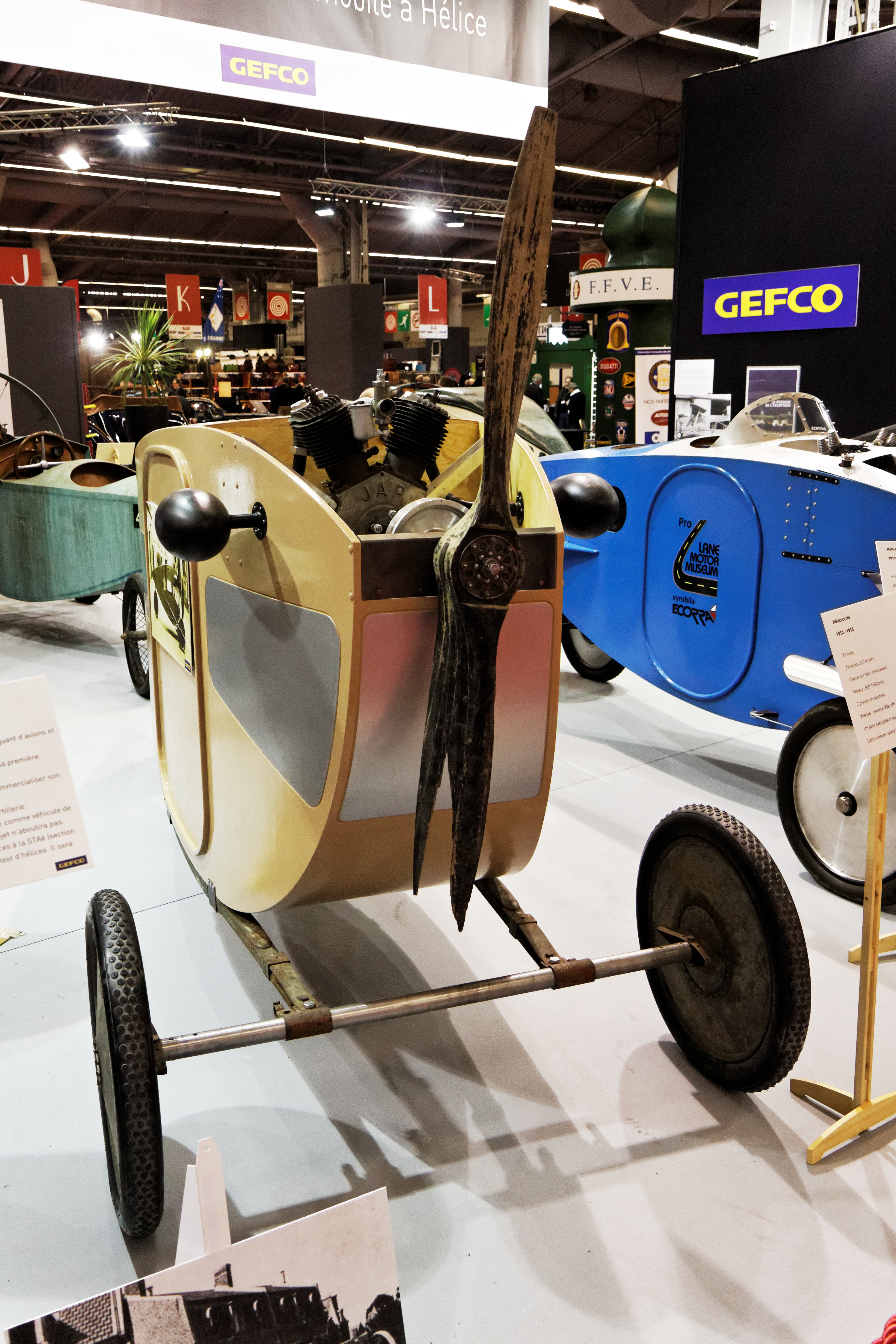
Il prototipo del 1913

I primi due esemplari costruiti, nel 1913 e nel 1914 erano a tre ruote ed avevano il motore collocato più in alto della testa del conducente. Mentre sul prototipo del 1913 l'elica era completamente libera, in quello successivo, battezzato "Hélicocycle" comparve una protezione lungo la circonferenza che sarebbe rimasta su tutti gli esemplari costruiti successivamente.

## La produzione
Nel 1919 Leyat realizzò un nuovo modello di Hélica: passò da tre a quattro ruote, il motore e l'asse dell'elica furono posti più in basso della testa del conducente e la carrozzeria era di tipo scoperto. Questo fu il primo modello commercializzato.
Nel 1921 Leyat differenziò la produzione in due modelli, con una versione sport simile al modello del 1919 ed una versione conduite intérieure (berlina) con cabina chiusa.
Nel 1924 venne realizzato un esemplare "bimodale" in grado di circolare su strada e su ferrovia: si trattava di una Hélica con cabina chiusa, cui furono applicate piccole ruote ferroviarie con scartamento di 60 cm che ne consentivano l'utilizzo su ferrovia Decauville. Destinata alla Compagnie Minière du Congo Français ("Compagnia mineraria del Congo Francese"), venne collaudata in Francia nel 1925 sulla ferrovia Pithiviers/Toury nel dipartimento di Loiret in Francia; fu in seguito impiegata a Brazzaville come vettura di ispezione a disposizione del direttore degli impianti minerari.

## Esemplari sopravvissuti

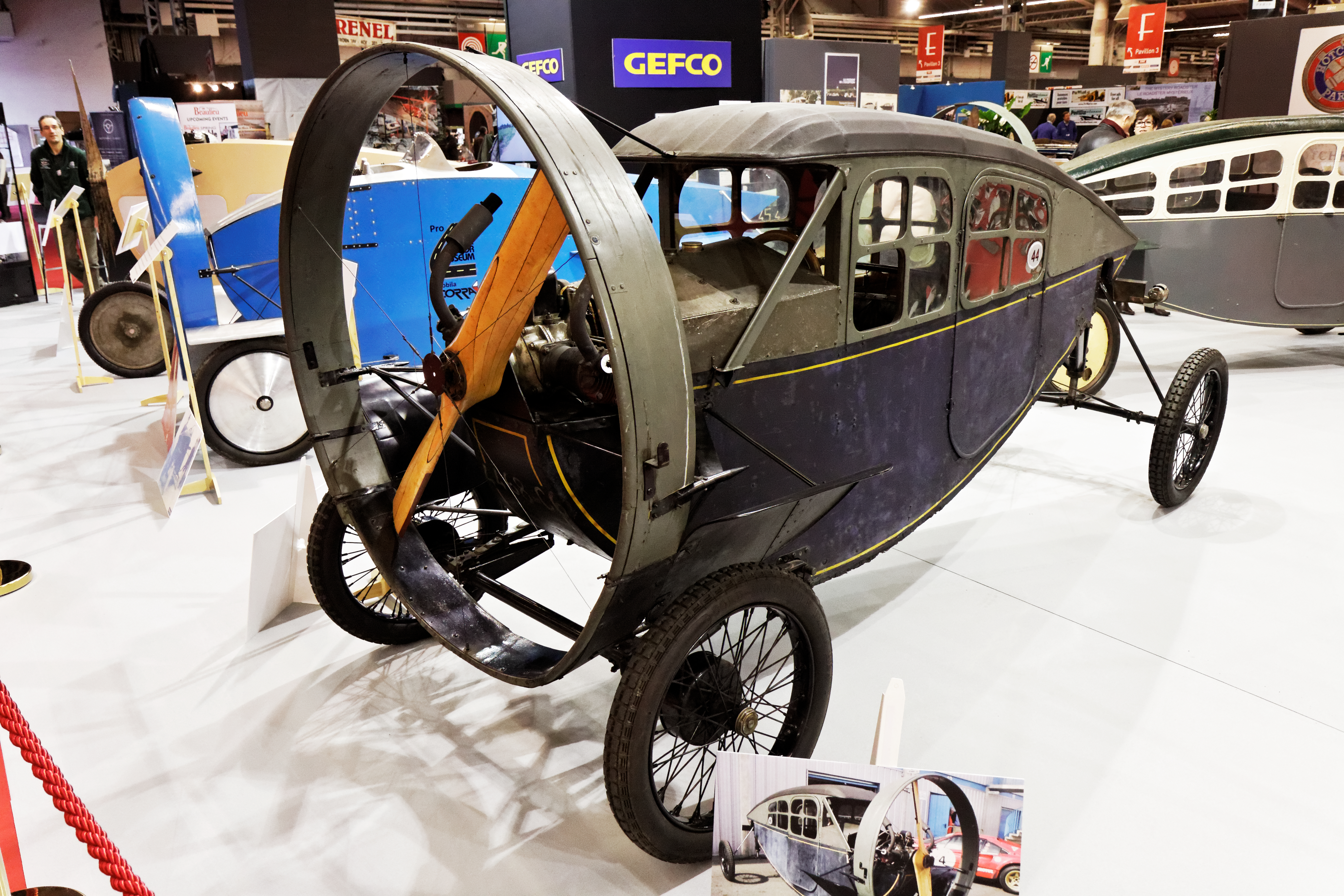
Un'Hélica conduite intérieure

Ne sono sopravvissuti due esemplari: un modello 1921 a carrozzeria aperta, conservato al Museo delle arti e dei mestieri di Parigi cui fu donato da Gustave Courau nel 1931; 
ed un esemplare a cabina chiusa (conduite intérieure) costruito nel 1922, marciante ed immatricolato con la targa originale, di proprietà di un collezionista privato.

## Veicoli simili
Altri veicoli con propulsione ad elica:
- Sizaire-Berwick Wind Wagon[3] (1905)
- Auto Aero[3] del Conte Bertrand de Lesseps (1912)
- Helicron No.1[4] (1932), l'unico esemplare costruito si trova al Lane Motor Museum di Nashville, Tennessee.
- Aerocar e Aerocar 2 di Dave Major[3]
- Aerocar[3] (prototipo realizzato in Argentina, 1955)
- Taylor AeroCar III[3] (1965)
- ATAIR Chimera[3]

Anche alcune aeroslitte prodotte in Unione sovietica potevano montare delle ruote in luogo dei pattini per l'uso estivo o su terreno non innevato (ad esempio le Sever-2, le NKL e la Ka30)